# Schistocyttara
Schistocyttara é um gênero de mariposa pertencente à família Acrolepiidae.